# رادیو کی.ای.او.اس.
رادیو کی.ای.او.اس. (به انگلیسی: Radio K.A.O.S.) آلبومی مفهومی،و دومین آلبوم انفرادی راجر واترز خواننده  و نوازنده باس و عضو سابق گروه موسیقی پینک فلوید است که در سال 1987 منتشر شد.

## آهنگ‌ها
1. موج های رادیو
2. چه کسی به اطلاعات نیاز دارد؟
3. من یا او
4. قدرت هایی که وجود دارند
5. نوار غروب آفتاب
6. خانه
7. چهار دقیقه
8. ورق داره برمی‌گرده (بعد از کمک های زنده)